# دهستان کیلی
دهستان کیلی (به لاتین: Kiili Parish) یک دهستان در استونی است که در شهرستان هاریو واقع شده‌است.

## خصوصیات
دهستان کیلی ۱۰۰٫۴ کیلومترمربع مساحت و ۴٬۱۸۲ نفر جمعیت دارد.